# Odivelas
Odivelas er en by i det vestlige Portugal med 148.034(2021) indbyggere. Byen ligger i regionen Lissabon, nordvest for regionens og landets hovedstad Lissabon.